# Jean Esprit d’Anouilh
Pour les articles homonymes, voir Anouilh.
Jean Esprit d’Anouilh, né le 11 juin 1772 à Salies-du-Salat (Haute-Garonne), mort en mer après le 1er décembre 1803 est un officier supérieur de la Révolution et du Consulat.

## États de service
Il entre en service le 12 février 1792, comme lieutenant de grenadier au 3e bataillon de volontaires de la Haute-Garonne, qui formera la 122e demi-brigade de bataille amalgamée plus tard dans la 57e demi-brigade de ligne. Il passe adjudant-major le 24 avril suivant et il fait les campagnes de 1792 et 1793, aux armées des Alpes et d’Italie. 
En septembre 1793, il se trouve au siège de Toulon, et le 17 janvier 1794, il reçoit son brevet de capitaine. Affecté à l’armée des Pyrénées orientales en 1794, il est promu chef de bataillon le 28 mars 1794, avant de retourner à l’armée d’Italie en 1795. Il se distingue le 16 mars 1797, lors du passage du Tagliamento, où il fait prisonniers 3 grenadiers autrichiens et un officier supérieur.
Pendant les campagnes de l’an VI, il est détaché aux armées Angleterre et de Mayence, puis en l’an VIII, il rejoint l’armée du Danube. Il se fait remarquer à l’attaque du château de Lucisterg, où à la tête de ses grenadiers, il entre le premier dans le fort qui couvre la position, et fait mettre bas les armes à la garnison, ce qui lui vaut d’être nommé chef de brigade par le général Masséna sur le champ de bataille. Il est confirmé dans son grade le 17 avril 1799 par le Directoire, et le 12 mai suivant, il prend le commandement de la 7e demi-brigade d’infanterie de ligne.
Le 7 avril 1802, il est envoyé avec sa brigade à Saint-Domingue, et le 20 juillet 1803, il reçoit un sabre d’honneur, pour sa défense du poste Jeanton, où il commandait. Il est blessé grièvement lors de l’évacuation du Cap Français le 1er décembre 1803, et meurt quelques jours plus tard à bord du vaisseau « l’Intrépide » lors du voyage retour.
La nouvelle de sa mort n’étant pas parvenue en France, lors de la promotion des officiers de la Légion d’honneur, il est porté sur la liste des nominations du 14 juin 1804, et sur celle de droit des légionnaires du 11 décembre 1803.

## Sources
- Louis Beaudza, La formation de l’armée colonial, L. Fournier et Cie, 1939, p. 473.
- A. Lievyns, Jean Maurice Verdot, Pierre Bégat, Fastes de la Légion-d'honneur, biographie de tous les décorés accompagnée de l'histoire législative et réglementaire de l'ordre, Tome 1, Bureau de l’administration, 1842, 654 p. (lire en ligne), p. 547.
- G. Dumont, Bataillons de volontaires nationaux (cadres et historiques), Paris, Charles Lavauzelle, 1914, 494 p. (lire en ligne), p. 116.
- Danielle Quintin et Bernard Quintin, Dictionnaires chefs de brigade, colonels et capitaine de vaisseau de Bonaparte, Paris, S.P.M., 2012, 452 p. (ISBN 978-2-901952-91-6, lire en ligne), p. 78